# Koszary (Harta)
Koszary – część wsi Harta w Polsce, położona w województwie podkarpackim, w powiecie rzeszowskim, w gminie Dynów.
W latach 1975–1998 Koszary administracyjnie należały do województwa przemyskiego